# Ludvig III av Frankrike
Ludvig III, född cirka 865, död 5 augusti 882, son till Ludvig den stammande och Ansgard av Burgund, var kung av Frankerriket 879–882. Vid faderns död delades riket mellan Ludvig och brodern Karloman II. Han efterlämnade inga barn.